# Kingdom of Sorrow
Kingdom of Sorrow est un groupe de sludge metal américain, originaire de La Nouvelle-Orléans, en Louisiane. Il est formé en février 2005 par le guitariste et chanteur du groupe Crowbar, Kirk Windstein et le leader du groupe Hatebreed Jamey Jasta.

## Biographie
Kingdom of Sorrow est formé en 2005 à la rencontre du chanteur Jamey Jasta, du groupe Hatebreed, et du guitariste Kirk Windstein, des groupes Down et Crowbar lors d'un concert à Pearl Street de Northampton, Massachusetts. Peu de temps après, Jasta laisse jouer Hatebreed aux côtés de ses groupes préférés. Depuis, les deux restent en contact. Jasta et Hatebreed invitent Crowbar à des dates de concerts britanniques en mars 2005. C'est ici que les deux compères décident de former un groupe dans la veine de Black Sabbath, Iron Maiden, et Pantera. En mai 2005, le duo enregistre aux Silver Bullet Studios dans le Connecticut, et Kirk emménage après l'ouragan Katrina pour écrire et composer les premiers albums de Kingdom of Sorrow. Un avant-goût du projet, Buried in Black, est inclus dans la compilation MTV2 Headbangers Ball: The Revenge par Roadrunner Records en avril 2006.
Kingdom of Sorrow conclut un contrat de distribution avec le label Relapse Records en automne 2007. Kingdom of Sorrow font leurs débuts sur scène le 27 février 2008 au Worcester Palladium de Worcester, avec Thy Will Be Done
. En mai 2008, ils sont annoncés à l'Ozzfest. Les 5 et 6 août 2008, Kingdom of Sorrow joue son premier Mayhem Festival au Comcast Center for the Performing Arts de Mansfield (Massachusetts) et au Nassau Coliseum à Long Island, New York, respectivement.
Au début de 2010, le groupe conclut un nouveau contrat avec Relapse Records, et annonce un nouvel album intitulé Behind the Blackest Tears, annoncé le 8 juin en Amérique du Nord. Le 31 janvier 2011, la participation du groupe est annoncée pour lke Mayhem Festival. En 2013, le groupe publie la vidéo de la chanson Lead the Ghosts Astray, issue de leur album éponyme publiée en 2008.

## Membres

### Membres actuels
- Nick Bellmore - batterie[2]
- Charlie Bellmore - guitare[2]
- Kirk Windstein - guitare, chant (depuis 2005)[2]
- Jamey Jasta - chant (depuis 2005)[2]

### Anciens membres
- Derek Kerswill - batterie (2007–2008)[2]
- Steve Gibb - guitare (2007–2010)[2]

### Membres live
- Chris Taylor - basse (depuis 2012)[2]
- Kanky Lora - batterie (depuis 2013)[2]
- Matthew Brunson - basse (live)[2]
- Kenny Hickey - guitare (live) (tournée en 2008, Ozzfest 2010)[2]
- Phil Zeller - basse (2008)[2]

## Discographie
- 2008 : Kingdom of Sorrow
- 2010 : Behind the Blackest Tears